# Station Saint-Ouen-l'Aumône-Quartier de l'Église
Station Saint-Ouen-l'Aumône-Quartier de l'Église is een van de vijf spoorwegstations in Saint-Ouen-l'Aumône. De andere drie zijn Saint-Ouen-l'Aumône, Saint-Ouen-l'Aumône-Liesse, Pont-Petit en Épluches. Het is tien minuten lopen naar station Saint-Ouen-l'Aumône. Station Saint-Ouen-l'Aumône-Quartier de l'Église ligt aan de spoorlijn van Pontoise naar Achères-Ville.
Het station werd in 1877 geopend en was het eerste station dat de naam Saint-Ouen-l'Aumône kreeg. Dat veranderde toen er later in Saint-Ouen-l'Aumône meer stations kwamen en dit station niet het meest gebruikte meer was.
Het station wordt aangedaan door treinen van de Transilien lijn J van Paris Saint-Lazare naar Pontoise, waarvan sommige treinen doorrijden naar Gisors of Boissy-l'Aillerie.

## Vorig en volgend station
| Richting           | Vorig station     | Lijn    | Volgend station | Richting                           |
| ------------------ | ----------------- | ------- | --------------- | ---------------------------------- |
| Paris-Saint-Lazare | Éragny - Neuville | Trans J | Pontoise        | Pontoise Gisors Boissy-l'Aillerie, |